# Sovinformburo

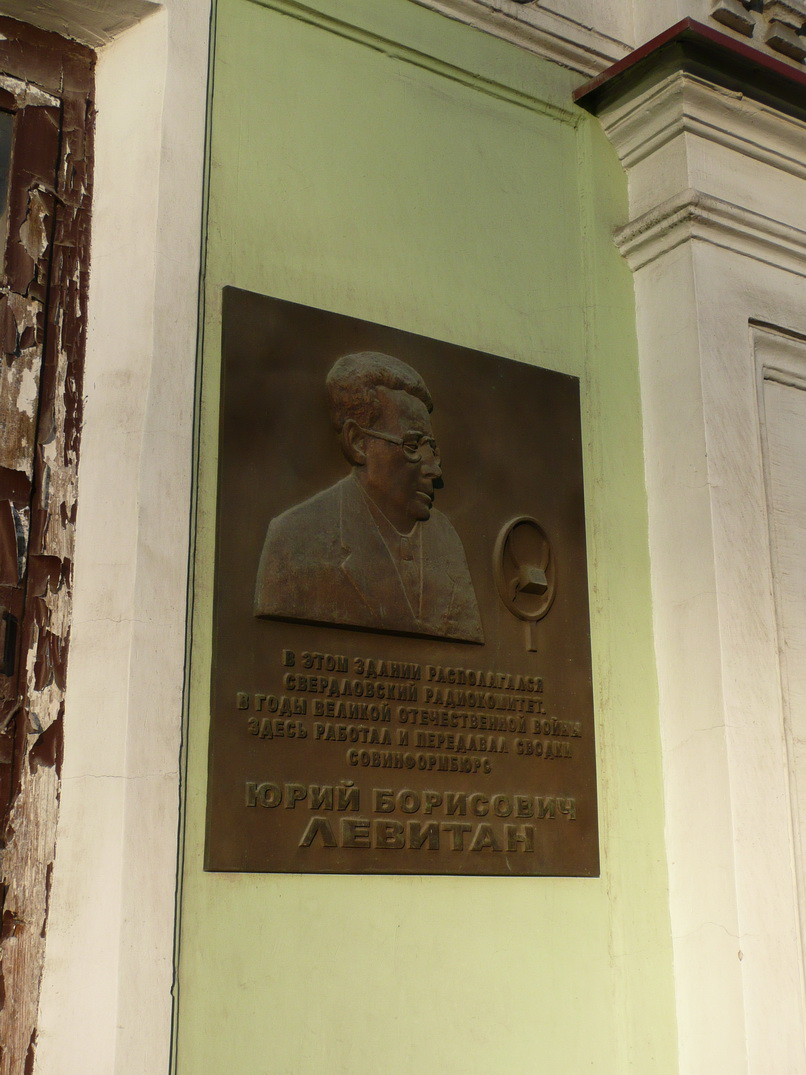
Plaque commémorative sur l’ancien bâtiment du Comité de la radio de Sverdlovsk, dédiée à Yuri Borisovich Levitan. Ekaterinbourg, le 14 octobre 2011

Le bureau d'information soviétique  (en russe Советское информационное бюро , Sovetskoye informatsionnoye byuro), communément appelé Sovinformburo (Совинформбюро) était la principale agence de presse de l'Union soviétique entre 1941 et 1961.

## Histoire
Le Sovinformburo a été créé 24 juin 1941, peu après l'attaque allemande contre l'URSS, par une directive du  Conseil des Commissaires du peuple de l'URSS (Sovnarkom) et du Comité central du Parti communiste de l'Union soviétique afin « de mettre en lumière les événements internationaux, les développements militaires, et la vie au jour le jour la vie au travers des médias imprimés et radio diffusés ». 
Il avait pour mission de diriger la couverture dans la presse périodique et à la radio des événements internationaux et militaires ainsi que des événements de la vie intérieure du pays. Sa tâche essentielle consistait à établir des communiqués pour la radio, les journaux et les revues sur la situation militaire sur le front, sur le travail de l'arrière et sur la lutte des partisans. 
Le Sovinformburo dirigea l'activité du Comité panslave, du Comité antifasciste des femmes soviétiques, du Comité antifasciste de la jeunesse soviétique, du Comité antifasciste des scientifiques soviétiques et du Comité antifasciste juif. 
En 1944, un bureau spécial pour la propagande dans les pays étrangers fut créé dans la structure du Sovinformburo. Par le bais de 1 171 journaux, 523 revues et 18 radios dans 23 pays du monde, des ambassades soviétiques à l'étranger, des associations d'amitié, des syndicats, des associations de femmes, de jeunes et de scientifiques le Sovinformburo informait les lecteurs et les auditeurs du combat mené par le peuple soviétique contre le fascisme et, après la guerre, des grandes orientations de la politique intérieure et étrangère de l'Union soviétique.
En 1961, le  Sovinformburo servit de base à la création de l'agence de presse Novosti devenue aujourd'hui RIA Novosti.
Les dirigeants du Sovinformburo furent Alexandre Chtcherbakov de 1941 à 1945, Solomon Losovski de 1945 à 1948 puis Y. Khavinson et D. Polikarpov.

## Source
- « Histoire de RIA Novosti », sur RIA Novosti (consulté le 6 octobre 2012)